# Pinheiro (Oliveira de Frades)
Pinheiro ist eine Gemeinde (Freguesia) im portugiesischen Kreis (Concelho) von Oliveira de Frades. In ihr leben 1115 Einwohner (Stand 19. April 2021). Gelegentlich wird sie mit ihrem historischen Namen Pinheiro de Lafões bezeichnet.

## Geschichte
Funde belegen eine vorgeschichtliche Besiedlung. Auch die Römer hinterließen Spuren. Erste Hinweise auf den Ort Antelas finden sich in offiziellen Dokumenten seit dem 10. Jahrhundert n. Chr., jedoch wird er in den Erhebungen von 1258 nicht mehr als eigene Gemeinde geführt. Vermutlich gehört er seither zur Gemeinde Pinheiro, die seit jenen Registern erstmals als eigene Gemeinde vermerkt ist. Bis heute ist die früher gebräuchliche Namensform Pinheiro de Lafões bekannt. Sie wurde zur Abgrenzung anderer, ebenfalls Pinheiro genannter Orte mit dem Zusatz versehen, der auf den damaligen Kreis Lafões verweist, der 1834 aufgelöst wurde. Seither gehört Pinheiro zum Kreis Oliveira de Frades, einem Kreis, der mit Auflösung von Lafões neu geschaffen wurde.

## Sehenswürdigkeiten
Mit der Anta pintada de Antelas liegt eine Megalithanlage aus dem 4. Jahrtausend v. Chr. in der Gemeinde. Der Dolmen ist seit 1956 für seine flächendeckenden Malereien auf den Tragsteinen bekannt. Weitere denkmalgeschützte archäologische Funde sind Teile einer Römerstraße und die Ruinen der Kapelle Ruínas da Capela da Senhora da Boa Morte.
Weitere Baudenkmäler der Gemeinde sind eine Reihe von historischen Wohnhäusern, Brücken, Schulgebäuden, ein Brunnen, und eine Vielzahl verschiedener Sakralbauten, darunter die Gemeindekirche Igreja Paroquial de Pinheiro de Lafões (auch Igreja da Senhora da Assunção).

## Verwaltung
Pinheiro ist Sitz einer gleichnamigen Gemeinde (Freguesia). In ihr liegen folgende Ortschaften:
| - Antelas - Couço - Felgueiras - Francelha - Fundo de Vila - Lameiro Mole | - Lomba da Bouça - Nespereira - Paredes de Gravo - Passos - Pereiras - Pinheiro | - Pontefora - Porto Ferreiro - Prova - Quetriz - Ral - Sobreiro |